# Lista de bônus e prêmios do UFC
Os Prêmios de Bônus do UFC são três bônus em dinheiro separados geralmente concedidos a quatro lutadores após cada evento do UFC, com base em decisões internas da administração do UFC. Mais/menos bônus foram concedidos em alguns eventos, especialmente quando não ocorreram nocautes ou finalizações.

## Sobre
- Luta da Noite — Prêmio dado aos dois lutadores que fizeram a luta considerada e melhor e mais impressionante do evento.[1]

- Nocaute da Noite — Prêmio dado ao lutador que executou o melhor nocaute/nocaute técnico da noite.[2]

- Finalização da Noite — Prêmio dado ao lutador que executou a mais impressionante finalização na noite.[3]

- Performance da noite — Prêmio dado aos dois lutadores com a melhor performance da noite. Este bônus substitui os prêmios de nocaute e finalização da noite. Esse novo bônus entrou em vigor no UFC Fight Night: Machida vs. Mousasi.

## Lutadores com mais prêmios
|  | Ainda no quadro de lutadores do UFC |
|  | Não mais presente no UFC            |
|  | Aposentado                          |
|  | Maior vencedor de todos os tempos   |

### Maiores vencedores do masculino (com oito ou mais prêmios)
| Lutador            | Lutas da Noite | Nocautes da Noite | Finalizações da Noite | Performances da Noite | Total de prêmios |
| ------------------ | -------------- | ----------------- | --------------------- | --------------------- | ---------------- |
| Donald Cerrone     | 6              | 3                 | 2                     | 7                     | 18               |
| Charles Oliveira   | 3              | 0                 | 3                     | 12                    | 18               |
| Nate Diaz          | 8              | 1                 | 5                     | 1                     | 15               |
| Joe Lauzon         | 7              | 1                 | 6                     | 1                     | 15               |
| Anderson Silva     | 5              | 7                 | 2                     | 0                     | 14               |
| Jim Miller         | 7              | 0                 | 3                     | 3                     | 13               |
| Dustin Poirier     | 7              | 0                 | 1                     | 4                     | 12               |
| Tony Ferguson      | 6              | 1                 | 1                     | 3                     | 11               |
| Frankie Edgar      | 8              | 1                 | 0                     | 2                     | 11               |
| Chris Lytle        | 6              | 1                 | 3                     | 0                     | 10               |
| Jeremy Stephens    | 6              | 3                 | 0                     | 1                     | 10               |
| Conor McGregor     | 2              | 1                 | 0                     | 7                     | 10               |
| Edson Barboza      | 8              | 1                 | 0                     | 1                     | 10               |
| Justin Gaethje     | 6              | 0                 | 0                     | 4                     | 10               |
| Max Holloway       | 5              | 1                 | 0                     | 4                     | 10               |
| Clay Guida         | 6              | 0                 | 3                     | 1                     | 10               |
| Lyoto Machida      | 3              | 4                 | 0                     | 2                     | 9                |
| Demetrious Johnson | 3              | 1                 | 1                     | 4                     | 9                |
| Stipe Miocic       | 3              | 1                 | 0                     | 5                     | 9                |
| Cub Swanson        | 6              | 2                 | 0                     | 1                     | 9                |
| Anthony Johnson    | 1              | 2                 | 0                     | 5                     | 8                |
| Jon Jones          | 4              | 1                 | 2                     | 1                     | 8                |
| T.J. Dillashaw     | 3              | 0                 | 0                     | 5                     | 8                |
| Maurício Rua       | 4              | 3                 | 0                     | 1                     | 8                |
| Stefan Struve      | 2              | 1                 | 3                     | 2                     | 8                |
| Diego Sanchez      | 7              | 0                 | 0                     | 1                     | 8                |
| Anthony Pettis     | 2              | 2                 | 1                     | 3                     | 8                |
| Yoel Romero        | 5              | 1                 | 0                     | 2                     | 8                |
| Demian Maia        | 2              | 0                 | 4                     | 2                     | 8                |
| Chan Sung Jung     | 2              | 1                 | 2                     | 3                     | 8                |
| Ovince Saint Preux | 1              | 0                 | 0                     | 7                     | 8                |
| Rafael dos Anjos   | 3              | 0                 | 1                     | 4                     | 8                |
| Robert Whittaker   | 5              | 0                 | 0                     | 3                     | 8                |
| Vicente Luque      | 4              | 0                 | 0                     | 4                     | 8                |
| Glover Teixeira    | 2              | 1                 | 1                     | 4                     | 8                |
| Yair Rodríguez     | 5              | 0                 | 0                     | 3                     | 8                |

## Premiações
| Event                                     | Luta da Noite            | Luta da Noite | Luta da Noite         | Performance da Noite / Nocaute da Noite | Performance da Noite / Finalização da Noite | Bonus -                                                  |
| ----------------------------------------- | ------------------------ | ------------- | --------------------- | --------------------------------------- | ------------------------------------------- | -------------------------------------------------------- |
| UFC 184                                   | —                        | —             | —                     | Ronda Rousey                            | Tim Means                                   | $50.000                                                  |
| UFC 184                                   | —                        | —             | —                     | Tony Ferguson                           | Jake Ellenberger                            | $50.000                                                  |
| UFC Fight Night: Pezão vs. Mir            | —                        | —             | —                     | Frank Mir                               | Sam Alvey                                   | $50.000                                                  |
| UFC Fight Night: Pezão vs. Mir            | —                        | —             | —                     | Marion Reneau                           | Matt Dwyer                                  | $50.000                                                  |
| UFC Fight Night: Henderson vs. Thatch     | Benson Henderson         | vs.           | Brandon Thatch        | Ray Borg                                | Neil Magny                                  | $50.000                                                  |
| UFC 183                                   | Thales Leites            | vs.           | Tim Boetsch           | Thiago Alves                            | Thales Leites                               | $50.000                                                  |
| UFC on Fox: Gustafsson vs. Johnson        | —                        | —             | —                     | Anthony Johnson                         | Gegard Mousasi                              | $50.000                                                  |
| UFC on Fox: Gustafsson vs. Johnson        | —                        | —             | —                     | Makwan Amirkhani                        | Kenny Robertson                             | $50.000                                                  |
| UFC Fight Night: McGregor vs. Siver       | Sean O'Connell           | vs.           | Matt Van Buren        | Conor McGregor                          | Lorenz Larkin                               | $50.000                                                  |
| UFC 182                                   | Jon Jones                | vs.           | Daniel Cormier        | Paul Felder                             | Shawn Jordan                                | $50.000                                                  |
| UFC Fight Night: Machida vs. Dollaway     | —                        | —             | —                     | Lyoto Machida                           | Vitor Miranda                               | $50.000                                                  |
| UFC Fight Night: Machida vs. Dollaway     | —                        | —             | —                     | Renan Barão                             | Erick Silva                                 | $50.000                                                  |
| UFC on Fox: dos Santos vs. Miocic         | Júnior dos Santos        | vs.           | Stipe Miocic          | Matt Mitrione                           | Ian Entwistle                               | $50.000                                                  |
| The Ultimate Fighter 20 Finale            | Jessica Penne            | vs.           | Randa Markos          | Carla Esparza                           | Yancy Medeiros                              | $50.000                                                  |
| UFC 181                                   | Sergio Pettis            | vs.           | Matt Hobar            | Josh Samman                             | Anthony Pettis                              | $50.000                                                  |
| UFC Fight Night: Edgar vs. Swanson        | Paige VanZant            | vs.           | Kailin Curran         | Oleksiy Oliynyk                         | Frankie Edgar                               | $50.000                                                  |
| UFC 180                                   | Henry Briones            | vs.           | Guido Cannetti        | Fabrício Werdum                         | Kelvin Gastelum                             | $50.000                                                  |
| UFC Fight Night: Shogun vs. St. Preux     | Thomas Almeida           | vs.           | Tim Gorman            | Ovince St. Preux                        | Leandro Buscapé                             | $50.000                                                  |
| UFC Fight Night: Rockhold vs. Bisping     | Robert Whittaker         | vs.           | Clint Hester          | Louis Smolka                            | Luke Rockhold                               | $50.000                                                  |
| UFC 179                                   | José Aldo                | vs.           | Chad Mendes           | Fábio Maldonado                         | Gilbert Burns                               | $50.000                                                  |
| UFC Fight Night: MacDonald vs. Saffiedine | Patrick Holohan          | vs.           | Chris Kelades         | Rory MacDonald                          | Olivier Aubin-Mercier                       | $50.000                                                  |
| UFC Fight Night: Nelson vs. Story         | Dennis Siver             | vs.           | Charles Rosa          | Mike Wilkinson                          | Max Holloway                                | $50.000                                                  |
| UFC 178                                   | Yoel Romero              | vs.           | Tim Kennedy           | Conor McGregor                          | Dominick Cruz                               | $50.000                                                  |
| UFC Fight Night: Hunt vs. Nelson          | Kyung Ho Kang            | vs.           | Michinori Tanaka      | Mark Hunt                               | Johnny Case                                 | $50.000                                                  |
| UFC Fight Night: Pezão vs. Arlovski II    | Gleison Tibau            | vs.           | Piotr Hallmann        | Andrei Arlovski                         | Godofredo Castro                            | $50.000                                                  |
| UFC Fight Night: Jacaré vs. Mousasi II    | Joe Lauzon               | vs.           | Michael Chiesa        | Ben Rothwell                            | Ronaldo Souza                               | $50.000                                                  |
| UFC 177                                   | Ramsey Nijem             | vs.           | Carlos Diego Ferreira | T.J. Dillashaw                          | Yancy Medeiros                              | $50.000                                                  |
| UFC Fight Night: Henderson vs. dos Anjos  | —                        | —             | —                     | Rafael dos Anjos                        | Jordan Mein                                 | $50.000                                                  |
| UFC Fight Night: Henderson vs. dos Anjos  | —                        | —             | —                     | Thales Leites                           | Ben Saunders                                | $50.000                                                  |
| UFC Fight Night: Bisping vs. Le           | —                        | —             | —                     | Tyron Woodley                           | Alberto Miná                                | $50.000                                                  |
| UFC Fight Night: Bisping vs. Le           | —                        | —             | —                     | Michael Bisping                         | Yuta Sasaki                                 | $50.000                                                  |
| UFC Fight Night: Bader vs. St. Preux      | Seth Baczynski           | vs.           | Alan Jouban           | Tim Boetsch                             | Thiago Tavares                              | $50.000                                                  |
| UFC on Fox: Lawler vs. Brown              | Robbie Lawler            | vs.           | Matt Brown            | Anthony Johnson                         | Dennis Bermudez                             | $50.000                                                  |
| UFC Fight Night: McGregor vs. Brandão     | Cathal Pendred           | vs.           | Mike King a[›]        | Conor McGregor                          | Gunnar Nelson                               | $50.000                                                  |
| UFC Fight Night: Cerrone vs. Miller       | John Lineker             | vs.           | Alptekin Ozkilic      | Donald Cerrone                          | Lucas Martins                               | $50.000                                                  |
| TUF 19 Finale                             | Leandro Issa             | vs.           | Jumabieke Tuerxun     | Adriano Martins                         | Leandro Issa                                | $50.000                                                  |
| UFC 175                                   | Chris Weidman            | vs.           | Lyoto Machida         | Ronda Rousey                            | Rob Font                                    | $50.000                                                  |
| UFC Fight Night: Swanson vs. Stephens     | Cub Swanson              | vs.           | Jeremy Stephens       | Ray Borg                                | Carlos Diego Ferreira                       | $50.000                                                  |
| UFC Fight Night: Te-Huna vs. Marquardt    | Gian Villante            | vs.           | Sean O'Connell        | Nate Marquardt                          | Charles Oliveira                            | $50.000                                                  |
| UFC 174                                   | Tae Hyun Bang            | vs.           | Kajan Johnson         | Tae Hyun Bang                           | Kiichi Kunimoto                             | $50.000                                                  |
| UFC Fight Night: Henderson vs. Khabilov   | Scott Jorgensen          | vs.           | Danny Martinez        | Piotr Hallmann                          | Benson Henderson                            | $50.000                                                  |
| UFC Fight Night: Miocic vs. Maldonado     | Kevin Souza              | vs.           | Mark Eddiva           | Stipe Miocic                            | Warlley Alves                               | $50.000                                                  |
| UFC Fight Night: Muñoz vs. Mousasi        | —                        | —             | —                     | Magnus Cedenblad                        | Niklas Bäckström                            | $50.000                                                  |
| UFC Fight Night: Muñoz vs. Mousasi        | —                        | —             | —                     | C.B. Dollaway                           | Gegard Mousasi                              | $50.000                                                  |
| UFC 173                                   | T.J. Dillashaw           | vs.           | Renan Barão           | T.J. Dillashaw                          | Mitch Clarke                                | $50.000                                                  |
| UFC Fight Night: Brown vs. Silva          | Matt Brown               | vs.           | Erick Silva           | Johnny Eduardo                          | Matt Brown                                  | $50.000                                                  |
| UFC 172                                   | Takanori Gomi            | vs.           | Isaac Vallie-Flagg    | Joseph Benavidez                        | Chris Beal                                  | $50.000                                                  |
| UFC on Fox: Werdum vs. Browne             | Thiago Alves             | vs.           | Seth Baczynski        | Alex White                              | Donald Cerrone                              | $50.000                                                  |
| TUF Nations Finale                        | Dustin Poirier           | vs.           | Akira Corassani       | K.J. Noons                              | Ryan Jimmo                                  | $50.000                                                  |
| UFC Fight Night: Nogueira vs. Nelson      | Clay Guida               | vs.           | Tatsuya Kawajiri      | Roy Nelson                              | Ramsey Nijem                                | $50.000                                                  |
| UFC Fight Night: Shogun vs. Henderson II  | Dan Henderson            | vs.           | Maurício Rua          | Dan Henderson                           | Godofredo Pepey                             | $50.000                                                  |
| UFC 171                                   | Johny Hendricks          | vs.           | Robbie Lawler         | Dennis Bermudez                         | Ovince St. Preux                            | $50.000                                                  |
| UFC Fight Night: Gustafsson vs. Manuwa    | Alexander Gustafsson     | vs.           | Jimi Manuwa           | Alexander Gustafsson                    | Gunnar Nelson                               | $50.000                                                  |
| TUF China Finale                          | Kazuki Tokudome          | vs.           | Yui Chul Nam          | Dong Hyun Kim                           | Matt Mitrione                               | $50.000                                                  |
| UFC 170                                   | Rory MacDonald           | vs.           | Demian Maia           | Ronda Rousey                            | Stephen Thompson                            | $50.000                                                  |
| UFC Fight Night: Machida vs. Mousasi      | Lyoto Machida            | vs.           | Gegard Mousasi        | Erick Silva                             | Charles Oliveira                            | $50.000                                                  |
| UFC 169                                   | Jamie Varner             | vs.           | Abel Trujillo         | Abel Trujillo                           | —                                           | $75.000 para Luta da Noite; $50.000 for Nocaute da Noite |
| UFC on Fox: Henderson vs. Thomson         | Alex Caceres             | vs.           | Sergio Pettis         | Donald Cerrone                          | Alex Caceres                                | $50.000                                                  |
| UFC Fight Night: Rockhold vs. Philippou   | Yoel Romero              | vs.           | Derek Brunson         | Luke Rockhold                           | Cole Miller                                 | $50.000                                                  |
| UFC Fight Night: Saffiedine vs. Lim       | Tarec Saffiedine         | vs.           | Hyun Gyu Lim          | Max Holloway                            | Russell Doane                               | $50.000                                                  |
| UFC 168                                   | Ronda Rousey             | vs.           | Miesha Tate           | Travis Browne                           | Ronda Rousey                                | $75.000                                                  |
| UFC on Fox: Johnson vs. Benavidez II      | Edson Barboza            | vs.           | Danny Castillo        | Demetrious Johnson                      | Urijah Faber                                | $50.000                                                  |
| UFC Fight Night: Hunt vs. Pezão           | Mark Hunt                | vs.           | Antonio Pezão         | Maurício Rua                            | —                                           | $50.000                                                  |
| TUF 18 Finale                             | Josh Sampo4              | vs.           | Ryan Benoit           | Nate Diaz                               | Chris Holdsworth                            | $50.000                                                  |
| UFC 167                                   | Georges St-Pierre        | vs.           | Johny Hendricks       | Tyron Woodley                           | Donald Cerrone                              | $50.000                                                  |
| UFC Fight Night: Belfort vs. Henderson II | Thiago Bodão             | vs.           | Omari Akhmedov        | Vitor Belfort                           | Adriano Martins                             | $50.000                                                  |
| UFC: Fight for the Troops 3               | Jorge Masvidal           | vs.           | Rustam Khabilov       | Tim Kennedy                             | Michael Chiesa                              | $50.000                                                  |
| UFC Fight Night: Machida vs. Muñoz        | Luke Barnatt             | vs.           | Andrew Craig          | Lyoto Machida                           | Nicholas Musoke                             | $50.000                                                  |
| UFC 166                                   | Gilbert Melendez         | vs.           | Diego Sanchez         | John Dodson                             | Tony Ferguson                               | $60.000                                                  |
| UFC Fight Night: Maia vs. Shields         | Raphael Assunção         | vs.           | T.J. Dillashaw        | Dong Hyun Kim                           | —                                           | $50.000                                                  |
| UFC 165                                   | Jon Jones                | vs.           | Alexander Gustafsson  | Renan Barão                             | Mitch Gagnon                                | $50.000                                                  |
| UFC Fight Night: Teixeira vs. Bader       | Rafael Natal             | vs.           | Tor Troeng            | Glover Teixeira                         | Piotr Hallmann                              | $50.000                                                  |
| UFC 164                                   | Pascal Krauss            | vs.           | Hyun Gyu Lim          | Chad Mendes                             | Anthony Pettis                              | $50.000                                                  |
| UFC Fight Night: Condit vs. Kampmann      | Carlos Condit            | vs.           | Martin Kampmann       | Brandon Thatch                          | Zak Cummings                                | $50.000                                                  |
| UFC Fight Night: Shogun vs. Sonnen        | Michael McDonald         | vs.           | Brad Pickett          | Travis Browne                           | Michael McDonald                            | $50.000                                                  |
| UFC Fight Night: Shogun vs. Sonnen        | Michael McDonald         | vs.           | Brad Pickett          | Matt Brown                              | Chael Sonnen                                | $50.000                                                  |
| UFC 163                                   | Ian McCall               | vs.           | Iliarde Santos        | Anthony Perosh                          | Serginho Moraes                             | $50.000                                                  |
| UFC on Fox: Johnson vs. Moraga            | Ed Herman                | vs.           | Trevor Smith          | Melvin Guillard                         | Demetrious Johnson                          | $50.000                                                  |
| UFC 162                                   | Frankie Edgar            | vs.           | Charles Oliveira      | Chris Weidman                           | —                                           | $50.000                                                  |
| UFC 162                                   | Cub Swanson              | vs.           | Dennis Siver          | Chris Weidman                           | —                                           | $50.000                                                  |
| UFC 161                                   | James Krause             | vs.           | Sam Stout             | Shawn Jordan                            | James Krause                                | $50.000                                                  |
| UFC on Fuel TV: Nogueira vs. Werdum       | Thiago Silva             | vs.           | Rafael Cavalcante     | Thiago Silva                            | Erick Silva                                 | $50.000                                                  |
| UFC 160                                   | Junior dos Santos        | vs.           | Mark Hunt             | TJ Grant                                | Glover Teixeira                             | $50.000                                                  |
| UFC on FX: Belfort vs. Rockhold           | Lucas Mineiro            | vs.           | Jeremy Larsen         | Vitor Belfort                           | Ronaldo Souza                               | $50.000                                                  |
| UFC 159                                   | Pat Healy                | vs.           | Jim Miller            | Roy Nelson                              | Bryan Caraway                               | $65.000                                                  |
| UFC on Fox: Henderson vs. Melendez        | Matt Brown               | vs.           | Jordan Mein           | Josh Thomson                            | —                                           | $50.000                                                  |
| UFC on Fox: Henderson vs. Melendez        | Matt Brown               | vs.           | Jordan Mein           | Yoel Romero                             | —                                           | $50.000                                                  |
| TUF 17 Finale                             | Cat Zingano              | vs.           | Miesha Tate           | Travis Browne                           | Daniel Pineda                               | $50.000                                                  |
| UFC on Fuel TV: Mousasi vs. Latifi        | Brad Pickett             | vs.           | Mike Easton           | Conor McGregor                          | Reza Madadi                                 | $60.000                                                  |
| UFC 158                                   | Johny Hendricks          | vs.           | Carlos Condit         | Jake Ellenberger                        | —                                           | $50.000                                                  |
| UFC on Fuel TV: Silva vs. Stann           | Wanderlei Silva          | vs.           | Brian Stann           | Wanderlei Silva                         | —                                           | $50.000                                                  |
| UFC on Fuel TV: Silva vs. Stann           | Wanderlei Silva          | vs.           | Brian Stann           | Mark Hunt                               | —                                           | $50.000                                                  |
| UFC 157                                   | Dennis Bermudez          | vs.           | Matt Grice            | Robbie Lawler                           | Kenny Robertson                             | $50.000                                                  |
| UFC on Fuel TV: Barão vs. McDonald        | Tom Watson               | vs.           | Stanislav Nedkov      | Tom Watson                              | Renan Barão                                 | $50.000                                                  |
| UFC 156                                   | José Aldo                | vs.           | Frankie Edgar         | Antônio Pezão                           | Bobby Green                                 | $50.000                                                  |
| UFC on Fox: Johnson vs. Dodson            | Demetrious Johnson       | vs.           | John Dodson           | Anthony Pettis                          | Ryan Bader                                  | $50.000                                                  |
| UFC on FX: Belfort vs. Bisping            | C.B. Dollaway            | vs.           | Daniel Sarafian       | Vitor Belfort                           | Ildemar Marajó                              | $50.000                                                  |
| UFC 155                                   | Jim Miller               | vs.           | Joe Lauzon            | Todd Duffee                             | John Moraga                                 | $65.000                                                  |
| TUF 16 Finale                             | Jared Papazian           | vs.           | Tim Elliott           | Pat Barry                               | TJ Waldburger                               | $40.000                                                  |
| UFC on FX: Sotiropoulos vs. Pearson       | Nick Penner              | vs.           | Cody Donovan          | Ben Alloway                             | —                                           | $40.000                                                  |
| UFC on Fox: Henderson vs. Diaz            | Scott Jorgensen          | vs.           | John Albert           | Yves Edwards                            | Scott Jorgensen                             | $65.000                                                  |
| UFC 154                                   | Georges St-Pierre        | vs.           | Carlos Condit         | Johny Hendricks                         | Ivan Menjivar                               | $70.000                                                  |
| UFC on Fuel TV: Franklin vs. Le           | Takanori Gomi            | vs.           | Mac Danzig            | Cung Le                                 | Thiago Silva                                | $40.000                                                  |
| UFC 153                                   | Jon Fitch                | vs.           | Erick Silva           | Rony Jason                              | Antônio Rodrigo Minotauro                   | $70.000                                                  |
| UFC on FX: Browne vs. Pezão               | Diego Nunes              | vs.           | Bart Palaszewski      | Michael Johnson                         | [[Justin Edwards                            | $40.000                                                  |
| UFC on Fuel TV: Struve vs. Miocic         | Stefan Struve            | vs.           | Stipe Miocic          | Brad Pickett                            | Matt Wiman                                  | $40.000                                                  |
| UFC 152                                   | TJ Grant                 | vs.           | Evan Dunham           | Cub Swanson                             | Jon Jones                                   | $65.000                                                  |
| UFC 150                                   | Donald Cerrone           | vs.           | Melvin Guillard       | Donald Cerrone                          | Dennis Bermudez                             | $60.000                                                  |
| UFC on Fox: Shogun vs. Vera               | Joe Lauzon               | vs.           | Jamie Varner          | Mike Swick                              | Joe Lauzon                                  | $50.000                                                  |
| UFC 149                                   | Bryan Caraway            | vs.           | Mitch Gagnon          | Ryan Jimmo                              | Matt Riddle                                 | $65.000                                                  |
| UFC on Fuel TV: Muñoz vs. Weidman         | James Te-Huna            | vs.           | Joey Beltran          | Chris Weidman                           | Alex Caceres                                | $40.000                                                  |
| UFC 148                                   | Forrest Griffin          | vs.           | Tito Ortiz            | Anderson Silva                          | —                                           | $75.000                                                  |
| UFC 147                                   | Rich Franklin            | vs.           | Wanderlei Silva       | Marcos Vinícius                         | Rodrigo Damm                                | $65.000                                                  |
| UFC on FX: Maynard vs. Guida              | Sam Stout                | vs.           | Spencer Fisher        | Cub Swanson                             | Dan Miller                                  | $50.000                                                  |
| UFC on FX: Johnson vs. McCall             | Eddie Wineland           | vs.           | Scott Jorgensen       | Mike Pyle                               | Erick Silva                                 | $40.000                                                  |
| TUF 15 Finale                             | Justin Lawrence          | vs.           | John Cofer            | Martin Kampmann                         | Michael Chiesa                              | $40.000                                                  |
| TUF 15 Finale                             | Justin Lawrence          | vs.           | John Cofer            | Justin Lawrence                         | Michael Chiesa                              | $40.000                                                  |
| UFC 146                                   | —                        | —             | —                     | Dan Hardy                               | Paul Sass                                   | $70.000                                                  |
| UFC 146                                   | —                        | —             | —                     | Roy Nelson                              | Stefan Struve                               | $70.000                                                  |
| UFC on Fuel TV: Korean Zombie vs. Poirier | Dustin Poirier           | vs.           | Chan Sung Jung        | Tom Lawlor                              | Chan Sung Jung                              | $40.000                                                  |
| UFC on Fox: Diaz vs. Miller               | Louis Gaudinot           | vs.           | John Lineker          | Lavar Johnson                           | Nate Diaz                                   | $65.000                                                  |
| UFC 145                                   | Mark Hominick            | vs.           | Eddie Yagin           | Ben Rothwell                            | Travis Browne                               | $65.000                                                  |
| UFC on Fuel TV: Gustafsson vs. Silva      | Brad Pickett             | vs.           | Damacio Page          | Siyar Bahadurzada                       | John Maguire                                | $50.000                                                  |
| UFC on FX: Alves vs. Kampmann             | Demetrious Johnson       | vs.           | Ian McCall            | Joseph Benavidez                        | Martin Kampmann                             | $50.000                                                  |
| UFC 144                                   | Frankie Edgar            | vs.           | Benson Henderson      | Anthony Pettis                          | Vaughan Lee                                 | $65.000                                                  |
| UFC on Fuel TV: Sanchez vs. Ellenberger   | Diego Sanchez            | vs.           | Jake Ellenberger      | Stipe Miocic                            | Ivan Menjivar                               | $50.000                                                  |
| UFC 143                                   | Roy Nelson               | vs.           | Fabricio Werdum       | Stephen Thompson                        | Dustin Poirier                              | $65.000                                                  |
| UFC on Fox: Evans vs. Davis               | Evan Dunham              | vs.           | Nik Lentz             | Lavar Johnson                           | Charles Oliveira                            | $65.000                                                  |
| UFC on FX: Guillard vs. Miller            | Pat Barry                | vs.           | Christian Morecraft   | Nick Denis                              | Jim Miller                                  | $45.000                                                  |
| UFC 142                                   | Edson Barboza            | vs.           | Terry Etim            | Edson Barboza                           | Rousimar Palhares                           | $65.000                                                  |
| UFC 141                                   | Nate Diaz                | vs.           | Donald Cerrone        | Johny Hendricks                         | —                                           | $75.000                                                  |
| UFC 140                                   | Jon Jones                | vs.           | Lyoto Machida         | Chan Sung Jung                          | Frank Mir                                   | $75.000                                                  |
| TUF 14 Finale                             | Diego Brandão            | vs.           | Dennis Bermudez       | John Dodson                             | Diego Brandão                               | $40.000                                                  |
| UFC 139                                   | Wanderlei Silva          | vs.           | Cung Le               | Michael McDonald                        | Urijah Faber                                | $70.000                                                  |
| UFC 139                                   | Maurício Rua             | vs.           | Dan Henderson         | Michael McDonald                        | Urijah Faber                                | $70.000                                                  |
| UFC on Fox: Velasquez vs. Dos Santos      | Clay Guida               | vs.           | Benson Henderson      | Junior dos Santos                       | Ricardo Lamas                               | $65.000                                                  |
| UFC 138                                   | Brad Pickett             | vs.           | Renan Barão           | Che Mills                               | Terry Etim                                  | $70.000                                                  |
| UFC 137                                   | B.J. Penn                | vs.           | Nick Diaz             | Bart Palaszewski                        | Donald Cerrone                              | $75.000                                                  |
| UFC 136                                   | Leonard Garcia           | vs.           | Nam Phan              | Frankie Edgar                           | Joe Lauzon                                  | $75.000                                                  |
| UFC Live: Cruz vs. Johnson                | Matt Wiman               | vs.           | Mac Danzig            | Anthony Johnson                         | Stefan Struve                               | $65.000                                                  |
| UFC 135                                   | Jon Jones                | vs.           | Quinton Jackson       | Josh Koscheck                           | Nate Diaz                                   | $75.000                                                  |
| UFC Fight Night 25                        | Matt Riddle              | vs.           | Lance Benoist         | Jake Ellenberger                        | TJ Waldburger                               | $55.000                                                  |
| UFC 134                                   | Ross Pearson             | vs.           | Edson Barboza         | Antônio Rodrigo Nogueira                | —                                           | $100.000                                                 |
| UFC on Versus 5                           | Dan Hardy                | vs.           | Chris Lytle           | Donald Cerrone                          | Chris Lytle                                 | $65.000                                                  |
| UFC 133                                   | Rashad Evans             | vs.           | Tito Ortiz            | Vitor Belfort                           | —                                           | $70.0002                                                 |
| UFC 132                                   | Dominick Cruz            | vs.           | Urijah Faber          | Carlos Condit                           | Tito Ortiz                                  | $75.000                                                  |
| UFC on Versus 4                           | Nik Lentz                | vs.           | Charles Oliveira      | Cheick Kongo                            | Joe Lauzon                                  | $50.000                                                  |
| UFC 131                                   | Dave Herman              | vs.           | Jon Olav Einemo       | Sam Stout                               | Chris Weidman                               | $70.000                                                  |
| TUF 13 Finale                             | Kyle Kingsbury           | vs.           | Fábio Maldonado       | Tony Ferguson                           | Reuben Duran                                | $40.000                                                  |
| UFC 130                                   | Brian Stann              | vs.           | Jorge Santiago        | Travis Browne                           | Gleison Tibau                               | $70.000                                                  |
| UFC 129                                   | José Aldo                | vs.           | Mark Hominick         | Lyoto Machida                           | Pablo Garza                                 | $129.000                                                 |
| UFC Fight Night 24                        | Michael McDonald         | vs.           | Edwin Figueroa        | Johny Hendricks                         | Chan-Sung Jung                              | $55.000                                                  |
| UFC 128                                   | Edson Barboza            | vs.           | Anthony Njokuani      | Brendan Schaub                          | —                                           | $70.000                                                  |
| UFC 128                                   | Edson Barboza            | vs.           | Anthony Njokuani      | Erik Koch                               | —                                           |                                                          |
| UFC Live: Sanchez vs. Kampmann            | Diego Sanchez            | vs.           | Martin Kampmann       | Shane Roller                            | Brian Bowles                                | $60.000 para LDN; $40.000 para NDN, FDN                  |
| UFC 127                                   | Brian Ebersole           | vs.           | Chris Lytle           | Mark Hunt                               | Kyle Noke                                   | $75.000                                                  |
| UFC 126                                   | Donald Cerrone           | vs.           | Paul Kelly            | Anderson Silva                          | Jon Jones                                   | $75.000                                                  |
| UFC: Fight for the Troops 2               | Yves Edwards             | vs.           | Cody McKenzie         | Melvin Guillard                         | Yves Edwards                                | $30.000                                                  |
| UFC 125                                   | Frankie Edgar            | vs.           | Gray Maynard          | Jeremy Stephens                         | Clay Guida                                  | $60.000                                                  |
| UFC 124                                   | Georges St-Pierre        | vs.           | Josh Koscheck         | Mac Danzig                              | Mark Bocek                                  | $100.000 para LDN1, NDN; $50.000 para FDN                |
| UFC 124                                   | Georges St-Pierre        | vs.           | Josh Koscheck         | Mac Danzig                              | Jim Miller                                  | $100.000 para LDN1, NDN; $50.000 para FDN                |
| TUF 12 Finale                             | Leonard Garcia           | vs.           | Nam Phan              | Pablo Garza                             | Cody McKenzie                               | $30.000                                                  |
| UFC 123                                   | George Sotiropoulos      | vs.           | Joe Lauzon            | B.J. Penn                               | Phil Davis                                  | $80.000                                                  |
| UFC 122                                   | Pascal Krauss            | vs.           | Mark Scanlon          | Karlos Vemola                           | Dennis Siver                                | $60.000                                                  |
| UFC 121                                   | Diego Sanchez            | vs.           | Paulo Thiago          | Cain Velasquez                          | Daniel Roberts                              | $70.000                                                  |
| UFC 120                                   | Michael Bisping          | vs.           | Yoshihiro Akiyama     | Carlos Condit                           | Paul Sass                                   | $50.000                                                  |
| UFC 119                                   | Sean Sherk               | vs.           | Evan Dunham           | —                                       | C.B. Dollaway                               | $70.000                                                  |
| UFC 119                                   | Matt Mitrione            | vs.           | Joey Beltran          | —                                       | C.B. Dollaway                               | $70.000                                                  |
| UFC Fight Night: Marquardt vs. Palhares   | Jared Hamman             | vs.           | Kyle Kingsbury        | Brian Foster                            | Cole Miller                                 | $40.000                                                  |
| UFC Fight Night: Marquardt vs. Palhares   | Jared Hamman             | vs.           | Kyle Kingsbury        | Brian Foster                            | Charles Oliveira                            | $40.000                                                  |
| UFC 118                                   | Nate Diaz                | vs.           | Marcus Davis          | —                                       | Joe Lauzon                                  | $60.000                                                  |
| UFC 117                                   | Anderson Silva           | vs.           | Chael Sonnen          | Stefan Struve                           | Anderson Silva                              | $60.000                                                  |
| UFC 117                                   | Anderson Silva           | vs.           | Chael Sonnen          | Stefan Struve                           | Matt Hughes                                 | $60.000                                                  |
| UFC Live: Jones vs. Matyushenko           | Brian Stann              | vs.           | Mike Massenzio        | Takanori Gomi                           | Charles Oliveira                            | $40.000                                                  |
| UFC 116                                   | Stephan Bonnar           | vs.           | Krzysztof Soszynski   | Gerald Harris                           | Brock Lesnar                                | $75.000                                                  |
| UFC 116                                   | Chris Leben              | vs.           | Yoshihiro Akiyama     | Gerald Harris                           | Brock Lesnar                                | $75.000                                                  |
| TUF 11 Finale                             | Matt Hamill              | vs.           | Keith Jardine         | Chris Leben                             | Court McGee                                 | $25.000                                                  |
| UFC 115                                   | Carlos Condit            | vs.           | Rory MacDonald        | Rich Franklin                           | Mirko Filipovic                             | $85.000                                                  |
| UFC 114                                   | Antônio Rogério Nogueira | vs.           | Jason Brilz           | Mike Russow                             | Ryan Jensen                                 | $65.000                                                  |
| UFC 113                                   | Jeremy Stephens          | vs.           | Sam Stout             | Maurício Rua                            | Alan Belcher                                | $65.000                                                  |
| UFC 112                                   | Kendall Grove            | vs.           | Mark Muñoz            | DaMarques Johnson                       | Rafael dos Anjos                            | $75.000                                                  |
| UFC Fight Night 21                        | Ross Pearson             | vs.           | Dennis Siver          | Roy Nelson                              | Kenny Florian                               | $30.000                                                  |
| UFC 111                                   | Rodney Wallace           | vs.           | Jared Hamman          | Shane Carwin                            | Kurt Pellegrino                             | $65.000                                                  |
| UFC Live: Vera vs. Jones                  | —                        | —             | —                     | John Howard                             | Clay Guida                                  | $50.000                                                  |
| UFC Live: Vera vs. Jones                  | —                        | —             | —                     | Jon Jones                               | Clay Guida                                  | $50.000                                                  |
| UFC Live: Vera vs. Jones                  | —                        | —             | —                     | Junior dos Santos                       | Clay Guida                                  | $50.000                                                  |
| UFC 110                                   | Joe Stevenson            | vs.           | George Sotiropoulos   | Caín Velásquez                          | Chris Lytle                                 | $50.000                                                  |
| UFC 109                                   | Nate Marquardt           | vs.           | Chael Sonnen          | Matt Serra                              | Paulo Thiago                                | $60.000                                                  |
| UFC Fight Night: Maynard vs. Diaz         | Tom Lawlor               | vs.           | Aaron Simpson         | Gerald Harris                           | Evan Dunham                                 | $30.000                                                  |
| UFC 108                                   | Joe Lauzon               | vs.           | Sam Stout             | Paul Daley                              | Cole Miller                                 | $50.000                                                  |
| UFC 107                                   | Alan Belcher             | vs.           | Wilson Gouveia        | TJ Grant                                | DaMarques Johnson                           | $65.000                                                  |
| TUF 10 Finale                             | Frankie Edgar            | vs.           | Matt Veach            | Roy Nelson                              | Mark Bocek                                  | $25.000                                                  |
| UFC 106                                   | Josh Koscheck            | vs.           | Anthony Johnson       | Antônio Rogério Nogueira                | Josh Koscheck                               | $70.000                                                  |
| UFC 105                                   | Michael Bisping          | vs.           | Denis Kang            | Dennis Siver                            | Terry Etim                                  | $40.000                                                  |
| UFC 104                                   | Antoni Hardonk           | vs.           | Pat Barry             | Pat Barry                               | Stefan Struve                               | $60.000                                                  |
| UFC 103                                   | Rick Story               | vs.           | Brian Foster          | Vitor Belfort                           | Rick Story                                  | $65.000                                                  |
| UFC Fight Night: Diaz vs. Guillard        | Nate Quarry              | vs.           | Tim Credeur           | Jeremy Stephens                         | Nate Diaz                                   | $30.000                                                  |
| UFC 102                                   | Antônio Rodrigo Nogueira | vs.           | Randy Couture         | Nate Marquardt                          | Jake Rosholt                                | $60.000                                                  |
| UFC 101                                   | Anderson Silva           | vs.           | Forrest Griffin       | Anderson Silva                          | B.J. Penn                                   | $60.000                                                  |
| UFC 100                                   | Yoshihiro Akiyama        | vs.           | Alan Belcher          | Dan Henderson                           | Tom Lawlor                                  | $100.000                                                 |
| TUF 9 Finale                              | Diego Sanchez            | vs.           | Clay Guida            | Tomasz Drwal                            | Jason Dent                                  | $25.000                                                  |
| TUF 9 Finale                              | Joe Stevenson            | vs.           | Nate Diaz             | Tomasz Drwal                            | Jason Dent                                  | $25.000                                                  |
| TUF 9 Finale                              | Chris Lytle              | vs.           | Kevin Burns           | Tomasz Drwal                            | Jason Dent                                  | $25.000                                                  |
| UFC 99                                    | Rich Franklin            | vs.           | Wanderlei Silva       | Mike Swick                              | Terry Etim                                  | $60.000                                                  |
| UFC 98                                    | Matt Hughes              | vs.           | Matt Serra            | Lyoto Machida                           | Brock Larson                                | $60.000                                                  |
| UFC 97                                    | Sam Stout                | vs.           | Matt Wiman            | Maurício Rua                            | Krzysztof Soszynski                         | $70.000                                                  |
| UFC Fight Night: Condit vs. Kampmann      | Tyson Griffin            | vs.           | Rafael dos Anjos      | Aaron Simpson                           | Rob Kimmons                                 | $30.000                                                  |
| UFC 96                                    | Quinton Jackson          | vs.           | Keith Jardine         | Matt Hamill                             | —                                           | $60.000                                                  |
| UFC 95                                    | Diego Sanchez            | vs.           | Joe Stevenson         | Paulo Thiago                            | Demian Maia                                 | $40.000                                                  |
| UFC Fight Night 17                        | Mac Danzig               | vs.           | Josh Neer             | Cain Velasquez                          | Joe Lauzon                                  | $30.000                                                  |
| UFC 94                                    | Clay Guida               | vs.           | Nate Diaz             | Lyoto Machida                           | —                                           | $65.000                                                  |
| UFC 94                                    | John Howard              | vs.           | Chris Wilson          | Lyoto Machida                           | —                                           | $65.000                                                  |
| UFC 93                                    | Marcus Davis             | vs.           | Chris Lytle           | Dennis Siver                            | Alan Belcher                                | $40.000                                                  |
| UFC 93                                    | Maurício Rua             | vs.           | Mark Coleman          | Dennis Siver                            | Alan Belcher                                | $40.000                                                  |
| UFC 92                                    | Rashad Evans             | vs.           | Forrest Griffin       | Quinton Jackson                         | —                                           | $60.000                                                  |
| TUF 8 Finale                              | Junie Browning           | vs.           | Dave Kaplan           | Anthony Johnson                         | Krzysztof Soszynski                         | $25.000                                                  |
| UFC: Fight for the Troops                 | Jim Miller               | vs.           | Matt Wiman            | Josh Koscheck                           | Steve Cantwell                              | $30.000                                                  |
| UFC 91                                    | Aaron Riley              | vs.           | Jorge Gurgel          | Jeremy Stephens                         | Dustin Hazelett                             | $60.000                                                  |
| UFC 90                                    | Sean Sherk               | vs.           | Tyson Griffin         | Junior dos Santos                       | Spencer Fisher                              | $65.000                                                  |
| UFC 89                                    | Chris Lytle              | vs.           | Paul Taylor           | Luiz Cané                               | Jim Miller                                  | $40.000                                                  |
| UFC Fight Night 15                        | Nate Diaz                | vs.           | Josh Neer             | Alessio Sakara                          | Wilson Gouveia                              | $30.000                                                  |
| UFC 88                                    | Kurt Pellegrino          | vs.           | Thiago Tavares        | Rashad Evans                            | Jason MacDonald                             | $60.000                                                  |
| UFC 87                                    | Georges St-Pierre        | vs.           | Jon Fitch             | Rob Emerson                             | Demian Maia                                 | $60.000                                                  |
| UFC Fight Night 14                        | Hermes França            | vs.           | Frankie Edgar         | Rory Markham                            | C.B. Dollaway                               | $25.000                                                  |
| UFC 86                                    | Quinton Jackson          | vs.           | Forrest Griffin       | Melvin Guillard                         | Cole Miller                                 | $60.000                                                  |
| TUF 7 Finale                              | Dustin Hazelett          | vs.           | Josh Burkman          | Drew McFedries                          | Dustin Hazelett                             | $20.000                                                  |
| UFC 85                                    | Matt Wiman               | vs.           | Thiago Tavares        | Thiago Alves                            | Kevin Burns                                 | $50.000                                                  |
| UFC 84                                    | Wilson Gouveia           | vs.           | Goran Reljic          | Wanderlei Silva                         | Rousimar Palhares                           | $75.000                                                  |
| UFC 83                                    | Jonathan Goulet          | vs.           | Kuniyoshi Hironaka    | Jason MacDonald                         | Demian Maia                                 | $75.000                                                  |
| UFC Fight Night 13                        | Kenny Florian            | vs.           | Joe Lauzon            | James Irvin                             | Nate Diaz                                   | $20.000                                                  |
| UFC 82                                    | Anderson Silva           | vs.           | Dan Henderson         | Chris Leben                             | Anderson Silva                              | $60.000                                                  |
| UFC 81                                    | Antônio Rodrigo Nogueira | vs.           | Tim Sylvia            | Chris Lytle                             | Frank Mir                                   | $60.000                                                  |
| UFC Fight Night 12                        | Kurt Pellegrino          | vs.           | Alberto Crane         | Patrick Côté                            | Nate Diaz                                   | $40.000                                                  |
| UFC 80                                    | Paul Taylor              | vs.           | Paul Kelly            | Wilson Gouveia                          | B.J. Penn                                   | $35.000                                                  |
| UFC 79                                    | Wanderlei Silva          | vs.           | Chuck Liddell         | Eddie Sanchez                           | Georges St-Pierre                           | $50.000                                                  |
| TUF 6 Finale                              | Roger Huerta             | vs.           | Clay Guida            | Jon Koppenhaver                         | Matt Arroyo                                 | $30.000                                                  |
| TUF 6 Finale                              | Jon Koppenhaver          | vs.           | Jared Rollins         | Jon Koppenhaver                         | Matt Arroyo                                 | $30.000                                                  |
| UFC 78                                    | Thiago Alves             | vs.           | Chris Lytle           | Ed Herman                               | Akihiro Gono                                | $55.000                                                  |
| UFC 77                                    | Matt Grice               | vs.           | Jason Black           | Anderson Silva                          | Demian Maia                                 | $40.000                                                  |
| UFC 76                                    | Tyson Griffin            | vs.           | Thiago Tavares        | —                                       | Forrest Griffin                             | $40.000                                                  |
| UFC Fight Night 11                        | Cole Miller              | vs.           | Leonard Garcia        | Chris Leben                             | Kenny Florian                               | $40.000                                                  |
| UFC 75                                    | Marcus Davis             | vs.           | Paul Taylor           | Houston Alexander                       | Marcus Davis                                | $40.000                                                  |
| UFC 74                                    | Randy Couture            | vs.           | Gabriel Gonzaga       | Patrick Côté                            | Thales Leites                               | $40.000                                                  |
| UFC 73                                    | Diego Saraiva            | vs.           | Jorge Gurgel          | Anderson Silva                          | Chris Lytle                                 | $40.000                                                  |
| TUF 5 Finale                              | Gray Maynard             | vs.           | Rob Emerson           | Cole Miller                             | Joe Lauzon                                  | $40.000                                                  |
| UFC 72                                    | Clay Guida               | vs.           | Tyson Griffin         | Marcus Davis                            | Ed Herman                                   | $40.000                                                  |
| UFC Fight Night 10                        | Sam Stout                | vs.           | Spencer Fisher        | Drew McFedries                          | Thiago Tavares                              | $30.000                                                  |
| UFC 71                                    | Chris Leben              | vs.           | Kalib Starnes         | Quinton Jackson                         | Din Thomas                                  | $40.000                                                  |
| UFC 70                                    | Michael Bisping          | vs.           | Elvis Sinosic         | Gabriel Gonzaga                         | Terry Etim                                  | $30.000                                                  |
| UFC 69                                    | Roger Huerta             | vs.           | Leonard Garcia        | Matt Serra                              | Kendall Grove                               |                                                          |
| UFC Fight Night 9                         | Kenny Florian            | vs.           | Dokonjonosuke Mishima | —                                       | Joe Stevenson                               |                                                          |
| UFC Fight Night 9                         | Kenny Florian            | vs.           | Dokonjonosuke Mishima | —                                       | Kurt Pellegrino                             |                                                          |
| UFC 68                                    | Jason Lambert            | vs.           | Renato Sobral         | Jason Lambert                           | Martin Kampmann                             |                                                          |
| UFC 67                                    | Frankie Edgar            | vs.           | Tyson Griffin         | Terry Martin                            | —                                           |                                                          |
| UFC Fight Night 8                         | Spencer Fisher           | vs.           | Hermes França         | Rashad Evans                            | Ed Herman                                   |                                                          |
| UFC 66                                    | Chuck Liddell            | vs.           | Tito Ortiz            | Keith Jardine                           | Jason MacDonald                             |                                                          |
| UFC 65                                    | James Irvin              | vs.           | Hector Ramirez        | Georges St-Pierre                       | Joe Stevenson                               |                                                          |
| TUF 4 Finale                              | Scott Smith              | vs.           | Pete Sell             | —                                       | Travis Lutter                               |                                                          |
| UFC 64                                    | Sean Sherk               | vs.           | Kenny Florian         | Anderson Silva                          | Clay Guida                                  |                                                          |
| UFC Fight Night 6.5                       | Matt Hamill              | vs.           | Seth Petruzelli       | Tito Ortiz                              | Jason MacDonald                             | $30.000                                                  |
| UFC 63                                    | Matt Hughes              | vs.           | B.J. Penn             | Joe Lauzon                              | Tyson Griffin                               |                                                          |
| UFC 63                                    | Roger Huerta             | vs.           | Jason Dent            | Joe Lauzon                              | Tyson Griffin                               |                                                          |
| UFC 62                                    | Hermes França            | vs.           | Jamie Varner          | Chuck Liddell                           | Nick Diaz                                   |                                                          |
| UFC Fight Night 6                         | —                        | —             | —                     | Chris Leben                             | Joe Riggs                                   |                                                          |
| UFC 61                                    | Joe Stevenson            | vs.           | Yves Edwards          | Jeff Monson                             | Hermes França                               |                                                          |
| UFC Fight Night 5                         | Jonathan Goulet          | vs.           | Luke Cummo            | Anderson Silva                          | Rob MacDonald                               |                                                          |
| TUF 3 Finale                              | Kendall Grove            | vs.           | Ed Herman             | Luigi Fioravanti                        | Kenny Florian                               |                                                          |
| TUF 3 Finale                              | Kendall Grove            | vs.           | Ed Herman             | Luigi Fioravanti                        | Rory Singer                                 |                                                          |
| UFC 59                                    | Tito Ortiz               | vs.           | Forrest Griffin       | —                                       | —                                           |                                                          |
| UFC Fight Night 4                         | Brad Imes                | vs.           | Dan Christison        | —                                       | Dan Christison                              |                                                          |
| UFC Fight Night 3                         | Melvin Guillard          | vs.           | Josh Neer             | —                                       | —                                           |                                                          |

^ a: King foi obrigado a devolver o prêmio após ter sido flagrado no exame antidoping por uso de nandrolona. Após o resultado do teste, King foi demitido do UFC.